# NGC 5020
NGC 5020 est une vaste galaxie spirale barrée située dans la constellation de la Vierge. Sa vitesse par rapport au fond diffus cosmologique est de 3 663 ± 21 km/s, ce qui correspond à une distance de Hubble de 54,0 ± 3,8 Mpc (∼176 millions d'al). NGC 5020 a été découverte par l'astronome germano-britannique William Herschel en 1784.
La classe de luminosité de NGC 5020 est II-III et elle présente une large raie HI. Elle renferme également des régions d'hydrogène ionisé. La luminosité de la galaxie NGC 5020 dans l'infrarouge lointain (de 40 à 400 µm)  est égale à 3,98 × 1010 {\displaystyle L_{\odot }} (1010,60{\displaystyle L_{\odot }}) et sa luminosité totale dans l'infrarouge (de 8 à 1 000 µm) est de 5,25 × 1010 {\displaystyle L_{\odot }} (1010,72{\displaystyle L_{\odot }}).

## Un disque entourant le noyau
Grâce aux observations du télescope spatial Hubble, on a détecté un disque de formation d'étoiles autour du noyau de NGC 5020. La taille de son demi-grand axe est égale à 1 020 pc (~3 326 années-lumière).

## Supernova
La supernova SN 2015D a été découverte le 18 janvier 2015 dans NGC 5020 par Zhangwei Jin et Xing Gao. Cette supernova était de type II.

## Groupe de NGC 5020
Selon A.M. Garcia, NGC 5020 est la plus grosse et la plus brillante galaxie d'un trio de galaxies qui porte son nom, le groupe de NGC 5020. Les deux autres galaxies du trio sont UGC 8253 et UGC 8255.